# 최태환 (1970년)

최태환(崔台煥, 1970년 8월 5일 ~)은 대한민국의 무술감독이다.

## 출연작

### 드라마
- 2000년 《태조 왕건》 (KBS)
- 2002년 《야인시대》 (SBS)
- 2004년 《장길산》 (SBS)
- 2004년 《불멸의 이순신》 (KBS)
- 2006년 《연개소문》 (SBS)
- 2008년 《대왕세종》 (KBS)
- 2009년 《천추태후》 (KBS)
- 2009년 《자명고》 (SBS)
- 2015년 용팔이 (SBS)
- 2016년 원티드 (SBS)

### 영화
- 1991년 변신전사 트랜스 토디
- 2007년 맞짱
- 2010년 구르믈 버서난 달처럼
- 2010년 평양성
- 2011년 최종병기 활
- 2012년 바람과 함께 사라지다 - 그림자 역
- 2013년 용의자
- 2013년 하이힐
- 2014년 《발레리노》
- 2018년 맞짱